# Katunino
Katunino (in lingua russa Катунино) è una città situata in Russia, nell'Oblast' di Arcangelo, più precisamente nel Primorskij rajon.